# Костюк, Игорь Владимирович
И́горь Влади́мирович Костю́к (укр. Ігор Володимирович Костюк; род. 14 сентября 1975, Киев) — украинский футболист, полузащитник. Выступал за сборную Украины.

## Биография
В детстве увлекался многими видами спорта — фигурным катанием, танцами, гандболом, борьбой, однако в итоге предпочёл футбол. Сначала Костюк занимался в детской команде «Локомотив», однако на одном из турниров талантливого результативного форварда заметил тренер ДЮСШ «Динамо» Александр Шпаков и пригласил парня на просмотр. В то время в динамовской школе подобралась довольно приличная команда этого возраста, в которую входили Андрей Шевченко, Вячеслав Кернозенко, Александр Голоколосов, Игорь Продан и другие. Однако, со слов Шпакова, именно Костюк был самым многообещающим воспитанником
В составе «Динамо-2» юный полузащитник дебютировал, когда ему не исполнилось ещё и восемнадцати. И начиная с сезона 1993/1994 прочно застолбил за собой место в составе динамовского резерва. 13 апреля 1996 года Игорь Костюк дебютировал в составе киевского «Динамо», проведя полный матч против донецкого «Шахтёра». А три недели спустя записал на свой счёт и первый забитый мяч, поразив в Киеве ворота одесского «Черноморца». Однако, накануне возвращения в клуб Валерия Лобановского, Костюка постигла неудача — в матче за «Динамо-2» он сломал лодыжку, в результате чего пропустил зимний сбор и потерял возможность закрепиться в составе.
Когда стало понятно, что в основу «Динамо» вернуться уже почти невозможно, Костюк вместе с Виктором Леоненко и Анатолием Бессмертным отправился в аренду в ФК «Тюмень». Однако, проведя за российский клуб считанные матчи, вернулся на родину и принял предложение полтавской «Ворсклы». В Полтаве Костюк быстро стал своим и получил доверие сначала Виктора Пожечевского, а затем и Анатолия Конькова, заменившего последнего на тренерском мостике «Ворсклы». Игорь был одним из лидеров и самых ярких футболистов, вокруг которых формировалась вся командная игра. Пожалуй главным показателем уровня игры, который демонстрировал Костюк, стало приглашение в сборную, что для игрока стало большим успехом.
Весной 2000 года футболист снова оказался в родном «Динамо», однако удовлетворился лишь пятью появлениями на поле во второй половине чемпионата. Это было существенным шагом назад и, желая что-то изменить, полузащитник договорился с руководством киевского клуба об аренде в Полтаву, где он чувствовал себя словно дома. Второе появление Костюка в «Ворскле» оказалось не таким удачным. Виной этому стала травма крестообразных связок, полученная в одном из товарищеских матчей.
После непродолжительного пребывания в рядах ужгородского «Закарпатья» и восстановления кондиции в «Динамо-2» футболист оказался в составе киевского «Арсенала». Некоторое время ходили слухи о заинтересованности в услугах Игоря харьковского «Металлиста», однако дальше просмотра дело не зашло. Лишь в сезоне 2004/2005 годов Костюк получил место в основе «Арсенала» и провёл на достаточно хорошем уровне полтора сезона. Однако травмы продолжали донимать, и, возможно, Игорь завершил бы карьеру, если бы не предложение Юрия Максимова поиграть в ЦСКА.
Согласившись на приглашение Максимова, Костюк не планировал задерживаться в составе армейцев надолго, расценивая выступления в ЦСКА как возможность поддержать форму, однако провёл в составе киевского клуба почти три с половиной сезона, постепенно перейдя на должность помощника главного тренера ЦСКА.

### Выступления в сборных
Впервые в сборную Костюк был вызван в 1996 году на матч украинской молодёжки со сверстниками из Грузии. Этот матч состоялся 3 сентября 1996, Игорь Костюк отыграл первый тайм, после чего уступил место на поле Евгению Рымшину. Следующего вызова в лагерь «жёлто-синих» пришлось ждать почти три года. Уверенная игра в составе «Ворсклы» привела к тому, что Костюк был включён в список игроков, которые готовились к стыковым поединкам против словенцев за право выхода в финальную часть Евро-2000. Однако на поле Игорь так и не появился, а дебютировал в сборной Украины почти полгода спустя, в матче против сборной Болгарии.

### Тренерская деятельность
Играя в ЦСКА начал совмещать функции футболиста с тренерской работой, а потом, закончив активные выступления, получил тренерский диплом категории «B» и вошёл в тренерский штаб киевских «армейцев», которых в то время возглавлял Андрей Ковтун. После того, как ЦСКА был расформирован, потерял работу. После расторжения контракта с «армейцами» сконцентрировался на ведении бизнеса вместе с женой и выступлениях за команду ветеранов киевского «Динамо». С 2012 года работает в структуре «Динамо», тренируя молодёжные и юношеские команды

## Достижения
- Чемпион Украины: 1996